# جواو مانويل بينتو
جواو مانويل بينتو (بالبرتغالية: João Manuel Pinto Tomé‏) هو مدرب كرة قدم ولاعب كرة قدم برتغالي، ولد في 26 مايو 1973 في Carcavelos ‏ في البرتغال. شارك مع منتخب البرتغال تحت 21 سنة لكرة القدم ومنتخب البرتغال لكرة القدم. أما مع النوادي، فقد لعب مع ريال مورسيا وسيوداد دي مورسيا ونادي بنفيكا ونادي بورتو ونادي بيلينينسش ونادي سيون.

## وصلات خارجية
- جواو مانويل بينتو على موقع قاعدة بيانات كرة القدم.إي يو (الإنجليزية)